# You Don't Mess Around with Jim
You Don't Mess Around with Jim je třetí studiové album amerického písničkáře Jima Croceho, vydané v dubnu 1972 vydavatelstvím ABC Records.

## Historie a vydání
Album bylo nahráno během čtyř týdnů s rozpočtem zhruba 18 tisíc dolarů. Většinu financí poskytla nizozemská společnost Polygram na základě vyslechnutí provizorních nahrávek osmi písní, které vytvořil produkční tým Cashman & West. Smlouvu s PolyGramem zprostředkoval právník Phul Kurnit, který měl ve společnosti kontakt. Poté, co dokončené album odmítlo až 40 nahrávacích společností, se producenti Cashman a West setkali s Martym Kuppsem z ABC Records, který si následně poslechl nahrávku a přesvědčil vedoucího společnosti Jaye Laskera, aby s Crocem podepsal smlouvu.
Album strávilo na americké hitparádě 93 týdnů, což bylo déle než Croceho předchozí alba. Díky přesvědčivému výkonu posmrtně vydaného singlu „Time in a Bottle“ bylo album pět týdnů nejprodávanější nahrávkou v USA. Původně byly z alba vydané dva singly: titulní píseň „You Don't Mess Around with Jim“ a „Operator (That's Not the Way It Feels)“.
Album bylo 30. září 2008 vydáno na CD společností Rhino Flashbacks.

## Písně
| Číslo | Název                                    | Délka |
| ----- | ---------------------------------------- | ----- |
| 1.    | „You Don't Mess Around with Jim“         | 3:00  |
| 2.    | „Tomorrow's Gonna Be a Brighter Day“     | 2:49  |
| 3.    | „New York's Not My Home“                 | 3:05  |
| 4.    | „Hard Time Losin' Man“                   | 2:23  |
| 5.    | „Photographs and Memories“               | 2:03  |
| 6.    | „Walkin' Back to Georgia“                | 2:47  |
| 7.    | „Operator (That's Not the Way It Feels)“ | 3:45  |
| 8.    | „Time in a Bottle“                       | 2:24  |
| 9.    | „Rapid Roy (The Stock Car Boy)“          | 2:40  |
| 10.   | „Box No. 10“                             | 2:22  |
| 11.   | „A Long Time Ago“                        | 2:18  |
| 12.   | „Hey Tomorrow“                           | 2:40  |

| Číslo | Název                      | Délka |
| ----- | -------------------------- | ----- |
| 13.   | „Which Way Are You Going'“ | 2:20  |
| 14.   | „Mississippi Lady“         | 3:59  |
| 15.   | „Country Girl“             | 1:49  |
| 16.   | „King's Song“              | 3:21  |
| 17.   | „Chain Gang Medley“        | 4:29  |
| 18.   | „Ol' Man River“            | 2:26  |

| Číslo | Název                                            | Délka |
| ----- | ------------------------------------------------ | ----- |
| 1.    | „Maybe Tomorrow“                                 | 2:30  |
| 2.    | „Stone Walls“                                    | 2:58  |
| 3.    | „Railroads and Riverboats“                       | 3:12  |
| 4.    | „(And) I Remember Her“                           | 2:49  |
| 5.    | „More Than That Tomorrow“                        | 2:44  |
| 6.    | „The Way We Used to Be“                          | 2:30  |
| 7.    | „Cotton Mouth River“                             | 2:00  |
| 8.    | „Circle of Style“ (featuring Ingrid Croce)       | 2:09  |
| 9.    | „Carnival of Pride“ (featuring Ingrid Croce)     | 1:53  |
| 10.   | „Wear Out the Turnpike“ (featuring Ingrid Croce) | 2:14  |
| 11.   | „Can't Wait“ (featuring Ingrid Croce)            | 1:53  |
| 12.   | „(The) Migrant Worker“ (featuring Ingrid Croce)  | 1:54  |
| 13.   | „Railroad Song“ (featuring Ingrid Croce)         | 2:55  |
| 14.   | „Child of Midnight“                              | 2:48  |

## Tvůrci

### Hudebníci
- Jim Croce – kytara, rhythm kytara, lead vocals, backing vocals
- Maury Muehleisen – kytara, backing vocals
- The Briggs – backing vocals
- Terry Cashman – produkce, backing vocals na písni "Operator (That's Not the Way It Feels)"
- Tommy West – produkce, baskytara, perkusy, piano, rhythm kytara, keyboard, electrické piano, backing vocals
- Harry Boyle – kytara na písni "Hey Tomorrow"
- Joe Macho – baskytara
- Jim Ryan – baskytara na písni "Box #10"
- Gary Chester – bicí
- Ellie Greenwich, Tasha Thomas – backing vocals
- Peter Dino – aranžmá

### Technici
- Bruce Tergesen – nahrávání a mix
- Paul Wilson – fotograf

## Žebříčky
| Rok  | Žebříček         | Umístění |
| ---- | ---------------- | -------- |
| 1974 | US Billboard 200 | 1        |
| 1974 | Canadian RPM 100 | 1        |

| Rok  | Single                                   | Žebříček          | Umístění |
| ---- | ---------------------------------------- | ----------------- | -------- |
| 1972 | „You Don't Mess Around with Jim“         | Billboard Hot 100 | 8        |
| 1972 | „You Don't Mess Around with Jim“         | Easy Listening    | 9        |
| 1972 | „Operator (That's Not the Way It Feels)“ | Billboard Hot 100 | 17       |
| 1973 | „Time in a Bottle“                       | Billboard Hot 100 | 1        |
| 1973 | „Time in a Bottle“                       | Easy Listening    | 1        |